# Вроцлавський водяний вузол

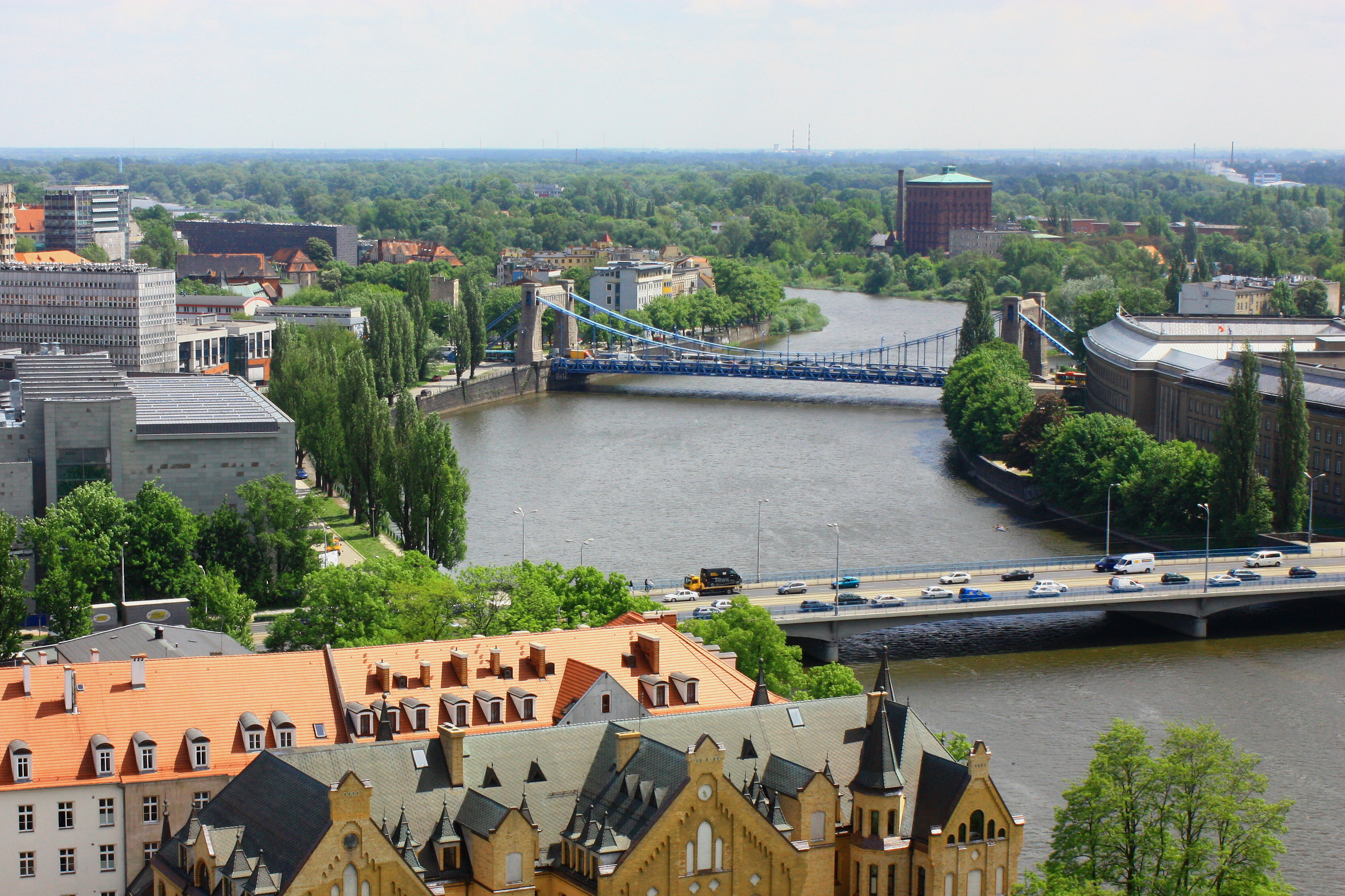
Річка Одра у Вроцлаві - видно мости Грюнвальдзкі та Покою, правий берег річки зліва

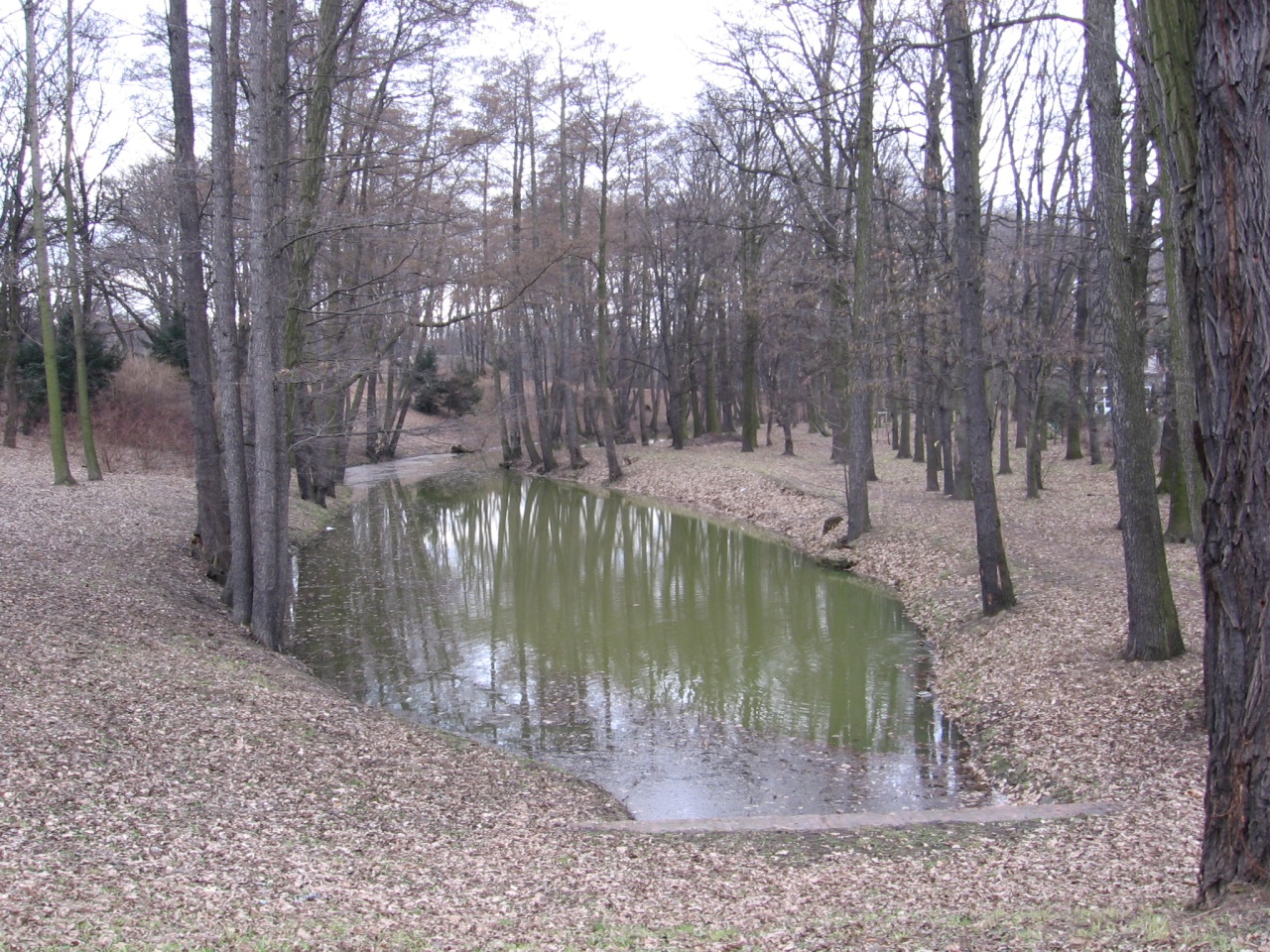
«Czarna Woda» — релікт русла Одри в Заліссі у Вроцлаві, вид із Залеського мосту на вул. Чацький

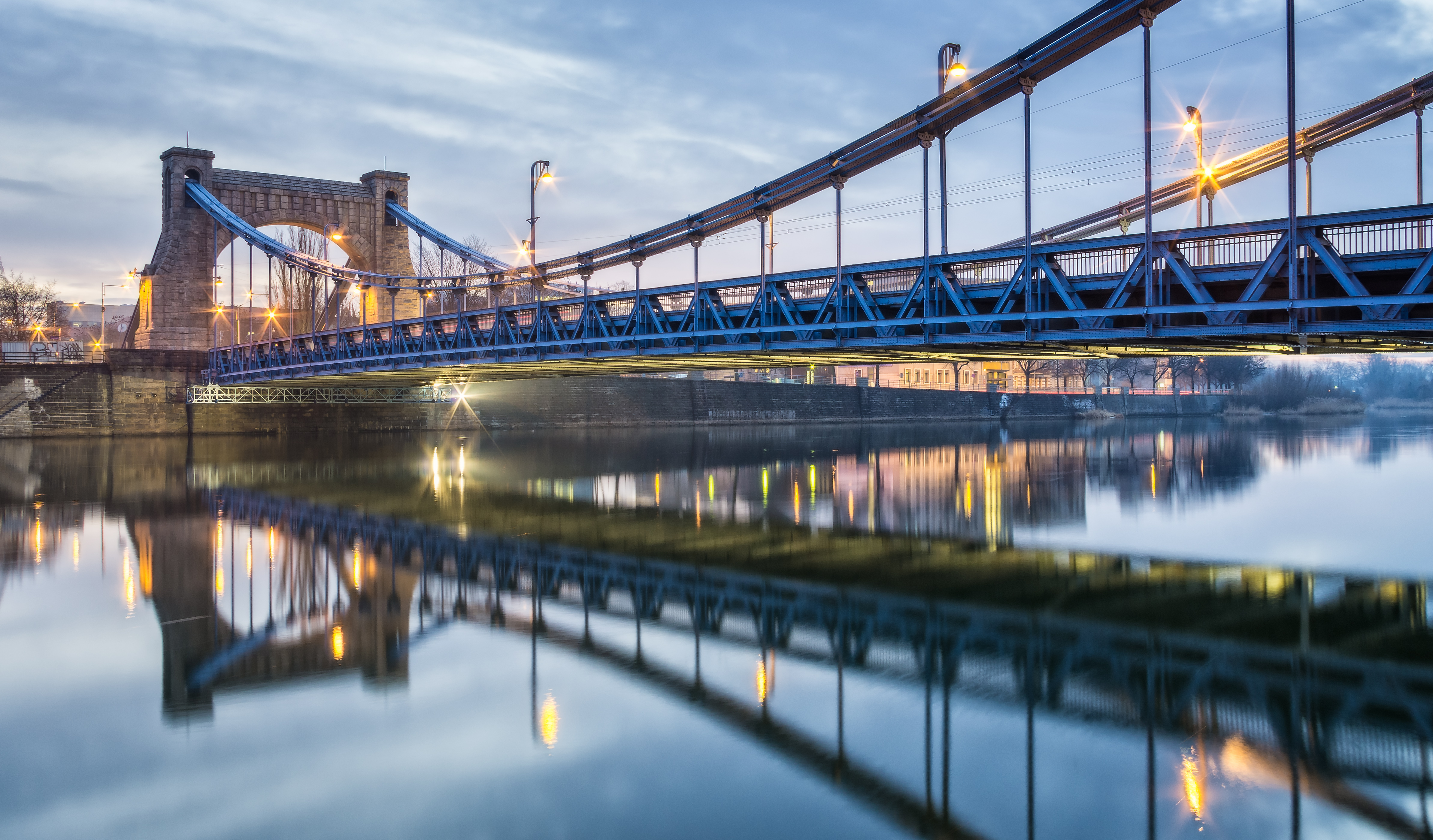
Грюнвальдзкий міст через річку Одер у Вроцлаві

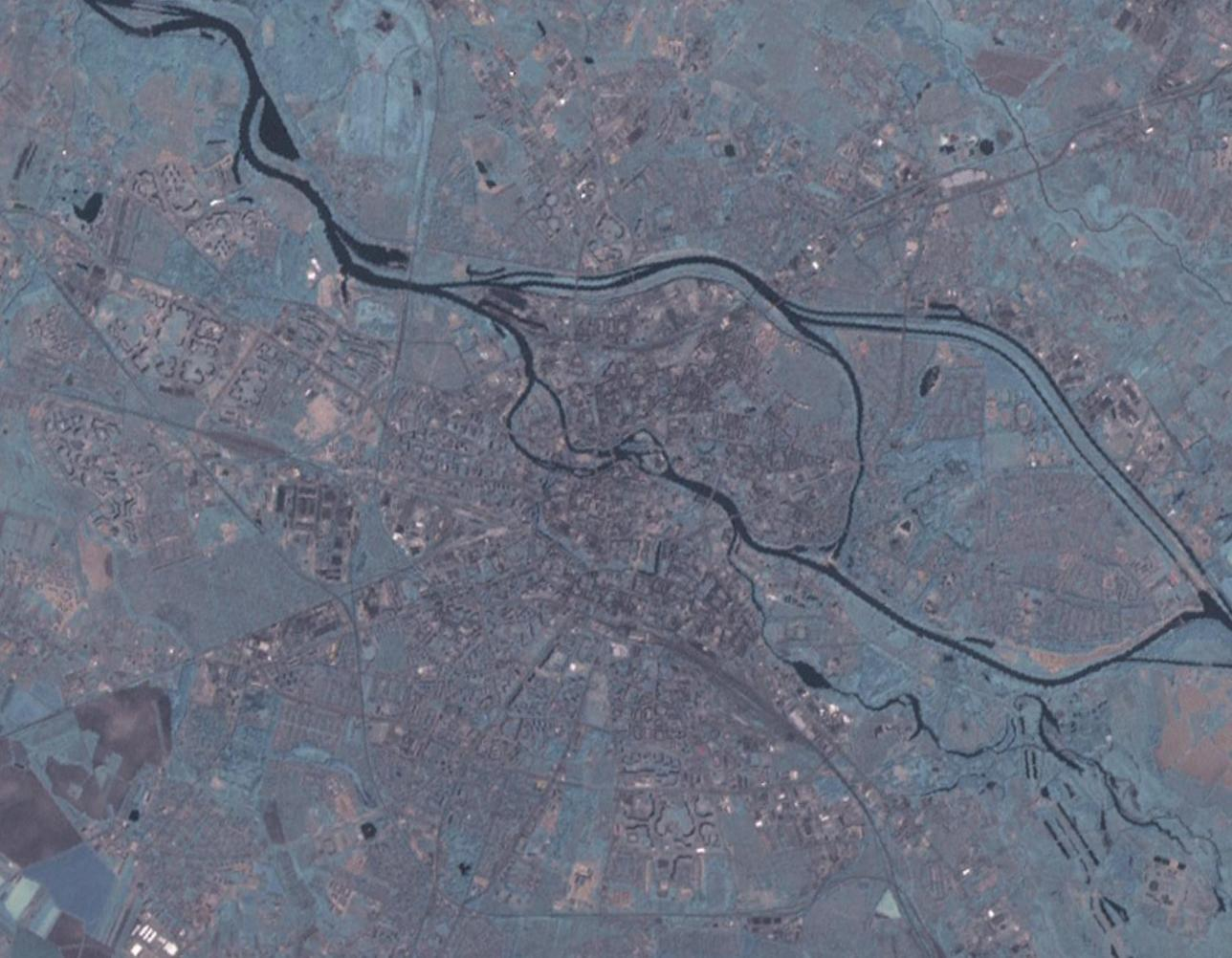
Супутниковий знімок Вроцлава з видимими рукавами річки Одра

Вроцлавський водний вузол (ВВВ) - водний вузол на Сілезькій низовині, в межах міста Вроцлав . Він включає річку Одер, її притоки, водні канали та гідротехнічні споруди та пристрої протипаводкового, судноплавного та промислового призначення.
Старе місто розташоване в широкій долині річки Одер, де річка утворює численні рукави, що обтікають кілька островів, і де до неї приєднуються чотири середніх притоки: Олава, Сленза, Бистрица і Відава . Розташування русел річок змінилося в історичні часи внаслідок численних повеней і діяльності людини. Процес формування Вроцлавського водопровідного вузла завершився у другому десятилітті 20 століття.

## Історія

### Середньовіччя
Над історичним Вроцлавом його ліва притока (Олава) і права притока (Відава) протікають паралельно Одеру. Обидві річки мають непропорційно широкі долини щодо кількості води, яку вони несуть, оскільки вони протікають через колишні стариці річки Одер. Можливо, Олава впадала в Одер на кілька десятків кілометрів раніше, вже на рівні міста Олава, навіть у ранні історичні часи. У свою чергу також відомо, що нинішня долина Відава в районі Вроцлава деякий час містила русло річки Одер. Тому німецький географ Ріхард Леонгард припустив, що слов’янська назва річки Відава тотожна латинській назві Viadua, яку зазвичай ототожнюють з Одером. Переміщення Одеру на південь у ранні історичні часи та створення нинішнього русла через центр міста слід датувати найпізніше 9 століттям, тобто до будівництва Вроцлавської фортеці на Тумському острові .
Над Вроцлавом Одер звивався від Опатовіц у північно-західному напрямку між Сепольно на лівому березі та Ковале на правому березі, потім повертав на південний захід і розгалужувався, потім знову з’єднувався, утворюючи таким чином острів, вкритий дубовим лісом, званий Leerbeutel (сучасний житловий масив Залісся ). Ліве русло річки, що оточує Залісся, вже в 1442 році згадується як стариця, а праве ще в 1483 році вважалося відносно новим. Колишня течія Одеру між Сепольно та Ковале збереглася як потік Шварцвассер до початку 20 століття (до побудови каналів у цій місцевості), а сліди колишнього правого русла в околицях Залесся збереглися до цього дня як « Czarna Woda » (або — незважаючи на відсутність уздовж нього — «Czarny Potok», «Czarna Rzeczka»), «Morskie Oko» та зелена смуга між Заліссям і Зацішем, а також парк Щитницький і ставки, розташовані там; назва «Czarna Woda» вживається також у довгастому ставку в Свойчицях, який є залишком того самого русла Одри, поблизу таких вулиць: Свойчицької, Мілошицької, Людової, Господарської та залізничної станції Вроцлав Свойчиці.

### Міська Одра
Річка Одра в суміщеному руслі спочатку прямувала на захід до нинішнього кладовища на вул. Буйвіда знову розділена на місто Одер і Одер Святого Вінсенті. Основне й, ймовірно, давніше русло Одерського міста продовжувалося на південь, залишаючи рибальське село Щитніки на лівому березі, і розгалужувалося біля сучасного Щитницького мосту  . Один із рукавів йшов далі на південь, потім робив широку дугу вздовж сучасного Wybrzeże Wyspiańskie, щоб впасти у Вроцлав біля сучасного Острова Тумського. Другий, вужчий рукав проходив по вул. Grunwaldzka, приєднуючись до гілки, що оточує Тумський острів за собором, на місці ставка в районі теперішнього ботанічного саду . У самому Вроцлаві Одер розділили на інші рукави, створивши кілька островів і острівців, деякі з яких (напр. Wyspa Piasek, Wyspa Słodowa, Kępa Mieszczańska ) існують донині, тоді як інші з часом були ліквідовані або зникли природним шляхом. Зафрахтоване місто Вроцлав було розташоване на лівому березі річки Одер, оточене з півдня річкою Олава, яка впадала в річку Одер на висоті Одерського арсеналу (сьогодні тут проходить WZ Route ); після розширення міста в 1263 році був виритий новий рів . Річка Одер мала важливе економічне значення для Вроцлава, оскільки вона приводила в дію близько десятка млинів (додатково один млин в Олаві) і валяльних млинів, а місто мало право зберігання товарів, що транспортувалися річкою Одер.

### Одра св. Вінсента
З іншого боку, ймовірно, лише після XI ст. Вінсент  (нім. Vinzenzoder ) текла від розвилки певною ділянкою на північ, а потім прямувала на захід по теперішній вул. Болеслава Пруса, проходячи з півночі Олбін і будівлі монастиря св. Wincenty, що дало назву цьому рукаву Одеру. Далі впадала в міський рукав річки Одер на висоті Білярського острова . Рік за роком після літньої повені русло річки Одер св. Вінсент ставав все ширшим і ширшим, так що в 13 столітті ченці побудували водяний млин, вперше згаданий в 1294 році. У середині XIV століття рукав річки став судноплавним, і в 1359 році монастир отримав привілей плавати по ньому без сплати мита. З початку XIV століття між містом і монастирем виник конфлікт через воду, яка постачала енергію для млинів. Пряма і швидка течія Вінсентій-Одер несла більше води, і жителі міста скаржилися на її дефіцит і звинувачували монахів у тому, що вони обманом викопували річку, щоб вкрасти воду. Зрештою, у червні 1425 року міська рада вирішила з власної ініціативи перегородити спірний рукав річки Одер, але це зустріло спротив, і дамбу довелося демонтувати. Проблема нестачі млинарської води тривала кілька десятиліть.
Нижче за течією від Вроцлава річка Одер зливалася за Кемпою Мєщанською і текла вздовж русла, продовжуючи напрямок русла, що оточувало Кемпу зі сходу, утворюючи вигин уздовж сучасних вулиць Млодих Техніків, Легніцької та Слубіцької. Це наклало постійний відбиток на просторове планування міста у вигляді широкої арки вул. Легницької в околицях пл. Стшегомського. Далі Одер текла на північ, згинаючись вздовж сучасної залізничної лінії до Познані, на схід від Особовіце та Рендзіна . Нинішня пряма течія Одеру, що залишає Щепін на лівому березі, була побудована після 1261 року, але до 1313 року. У той самий період головне русло річки Одра перемістилося до південного краю долини, тому Особовіце та Рендзін опинилися на правому березі.

### 15-18 століття

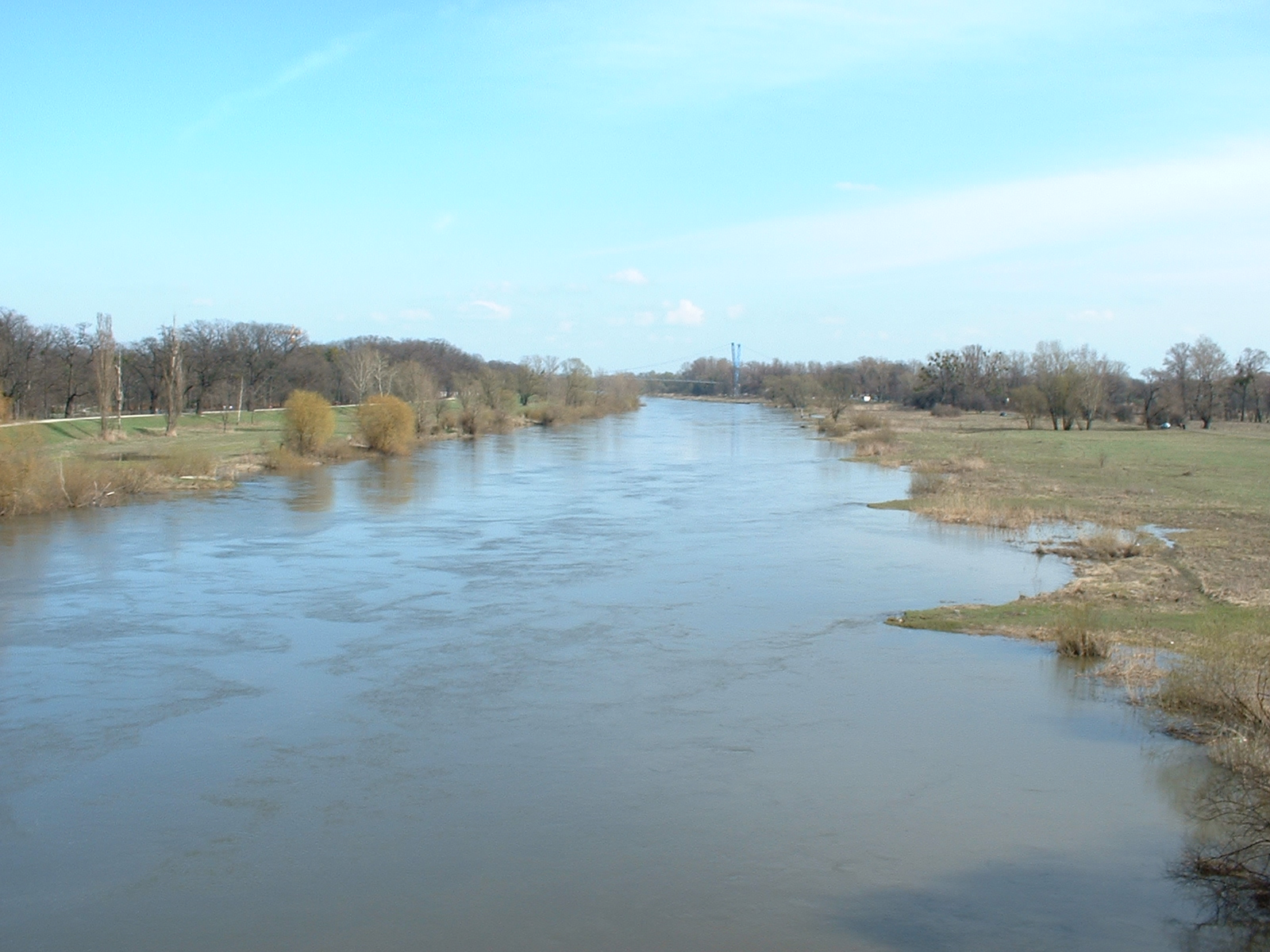
Рів річки Одер, зроблений у 1531–1555 роках, поруч із нинішнім зоопарком

Наприкінці XV століття склалися обставини, які змусили міську раду вжити рішучих дій. У 1492 році в селі Свойчице Одра почала небезпечно наближатися до Відави і виникла серйозна небезпека зміни русла та висихання міського рукава. У 1495–1496 роках було прокопано канал, який починався біля монастирської власності Сепольно, залишав Біскупін і значну частину Щитників на лівому березі та впадав у вигин міста Одер біля сучасної Звежинецької гавані. Основна течія продовжувала текти вздовж старого рукава на північ від Залесся, Нова Одра виявилася невдалою, ймовірно тому, що вона відходила від старого русла під надто великим кутом. У 1531 р. новий, більший рів з абсолютно прямим берегом, починаючи далі вгору по річці, було зроблено в місті Опатовіце . Роботи тривали двадцять чотири роки, головним чином тому, що все ще було неможливо змінити русло вод. Успішним виявилося лише копання додаткової ділянки на продовженні меандру біля села Бартошовіце, спрямованого до вже існуючого рову в південно-західному напрямку. Попереднє русло існувало як Чорний Потік і наповнювалося водою лише під час повені.
Спрямувавши течію річки безпосередньо до міста Одра, Св. Вінценти почав поступово заростати, його залишки пізніше використали як рів для оборонної споруди на північ від Острова Тумського. Однак зміни у водних відносинах спричинили збільшення ризику повеней у Вроцлаві. У середні віки правий берег річки був під загрозою затоплення, і в 1231 році монастир на П'ясі отримав привілей поромного транспорту в разі повені в цій місцевості. Вигнуте русло нового рову призвело до переміщення лівого берега в бік села Бердзяни, і вже в 1648 році висловлювалися побоювання, що в цьому місці Одер вийде в долину Олави. У той час Олава протікала через Вроцлав як Міський рів і через вузьке русло на місці сучасної траси WZ. Незадовго до 1700 р. були зроблені спроби зменшити ризик затоплення шляхом з’єднання різних стариць на північ від Вроцлава, завдяки чому рукав, що витікає з Чорного Потоку біля вул. Буйвіда, далі подібним до теперішнього руслом до Тшебніцького мосту, а звідти каналом по сьогоднішній вул. Trzebnicka та до нині неіснуючої Kępa Strzelecka (на місці теперішньої ТЕЦ). Під час весняної повені 1748 року Нова Одра пробила мис при впадінні в Старий Одер і вода потекла вздовж Старого Одеру в протилежному напрямку і далі через уже згадану канаву, створену до 1700 року. У 1789 р. нижню течію рову під сьогоднішнім Тшебніцьким мостом вирівняли, так що Клечков опинився на його лівому березі. Північний рів набув курсу, схожого на сучасний, і назва Стара Одра поширилася на всю його довжину, колись стосуючись лише ділянки на південь від мосту Щитницького.
Лише коли Стару Одру розчистили, річка стала судноплавною на висоті Вроцлава, оскільки раніше була перекрита млинами. Однак місто довго опиралося дозволу вільного судноплавства по Одеру, бачачи зростаючу конкуренцію міст Верхньої Сілезії, тому Старий Одер використовувався лише для масового сплаву лісу . Лише в 1792–1794 роках через острови Пясек і Кемпа Мещанська у Вроцлаві були прориті канали, утворивши два шлюзи, які дозволяли плавати кораблям водотоннажністю до 175 тонн. Тоді ж (у 1793 р.) Старий Одер був відокремлений частоколом у місці, де він відгалужувався від основного русла. Таким чином була створена переливна гребля, яка існує на цьому місці донині (але укріплена залізобетоном ), що дозволяло підтримувати відносно стабільний рівень води в центрі Вроцлава.

### 19-20 століття

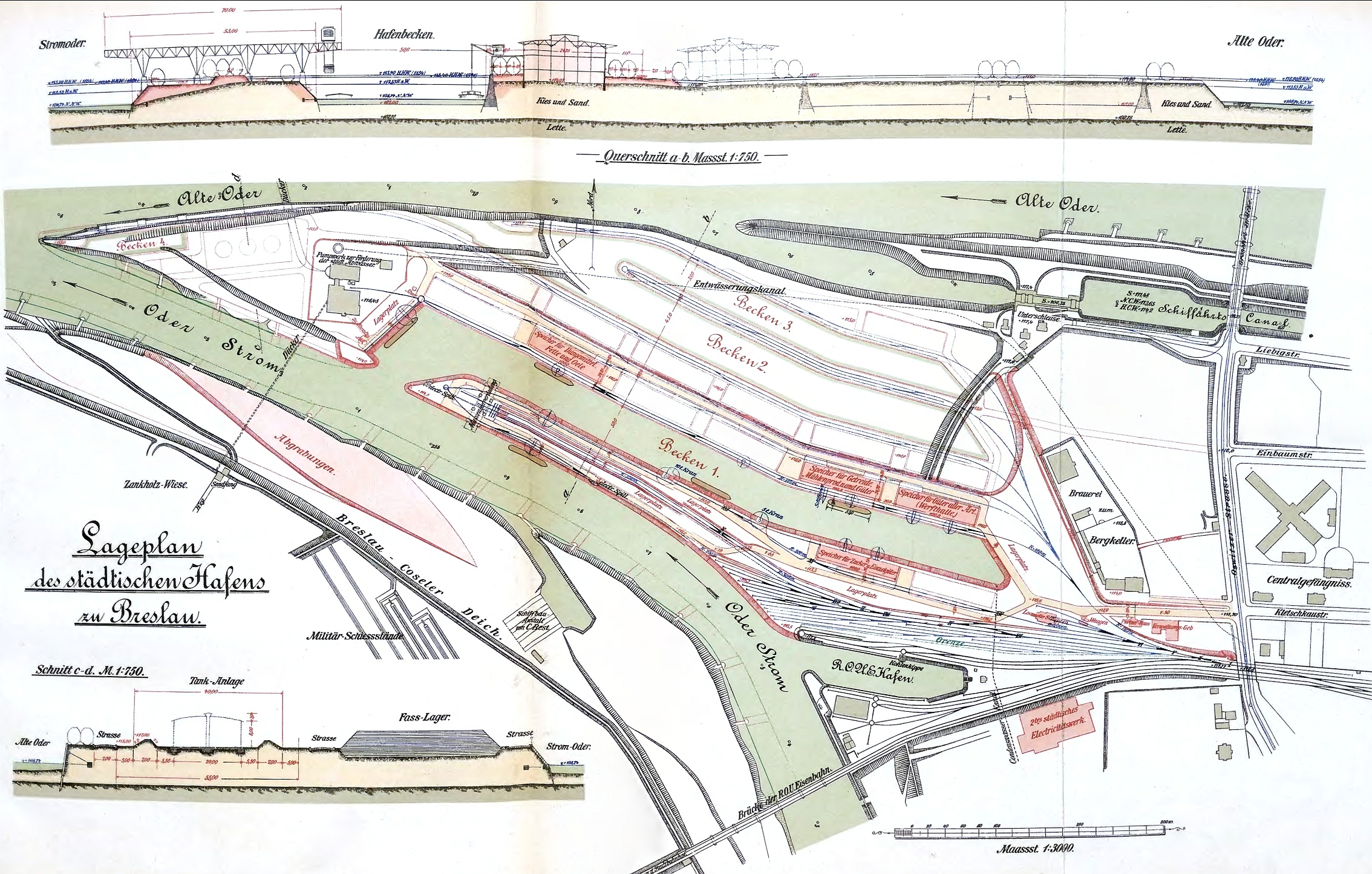
план порту 1901 р

Утвореного водного шляху вже не було достатньо для транспортних потреб 19 століття . У 1846 році був представлений проект будівництва водного шляху, паралельного лівому березі Старого Одеру, і отримано початкову згоду влади. Однак у 1848 році цей дозвіл було скасовано через дуже високі витрати. Рух на Одері сильно розвивався, і виникла потреба в будівництві сучасних портів, які дозволяли б перевантажувати вантажі з кораблів на залізничні вагони . Перший 

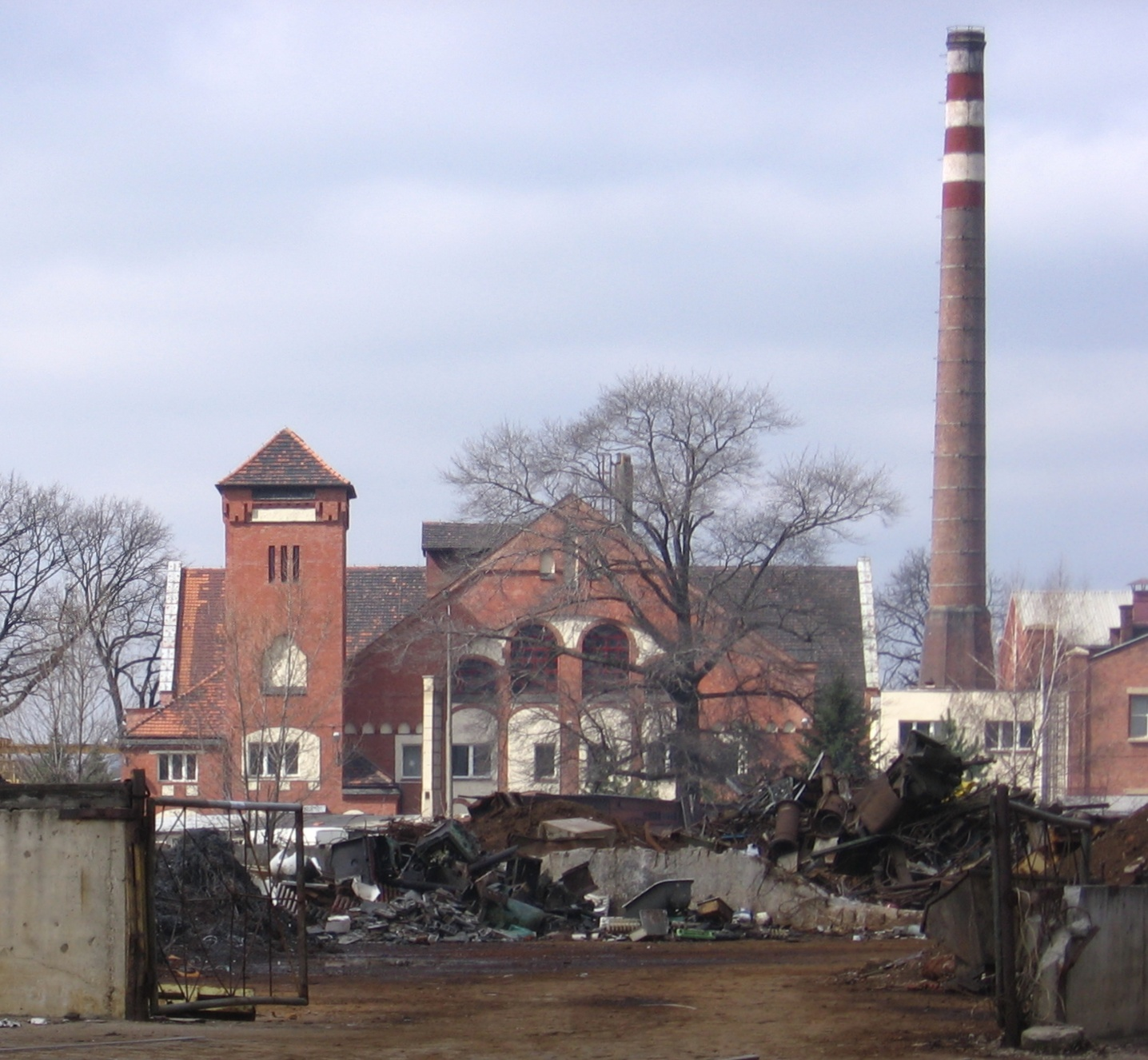
Будівля порту 19 ст

був побудований в 1882 році під мостом Правобережної Одерської залізниці - але це був лише відносно невеликий басейн з сайдингом . У 1888–1889 роках Франкфуртське вантажне залізничне товариство збудувало більший порт у Поповицях, нижче Познанського залізничного мосту. Крім того, у той час у Козанові поблизу Вроцлава була заснована річкова верф, яка виробляла баржі та буксири, а під час Першої світової війни також малі прибережні військові кораблі ( мінні загороджувачі ).

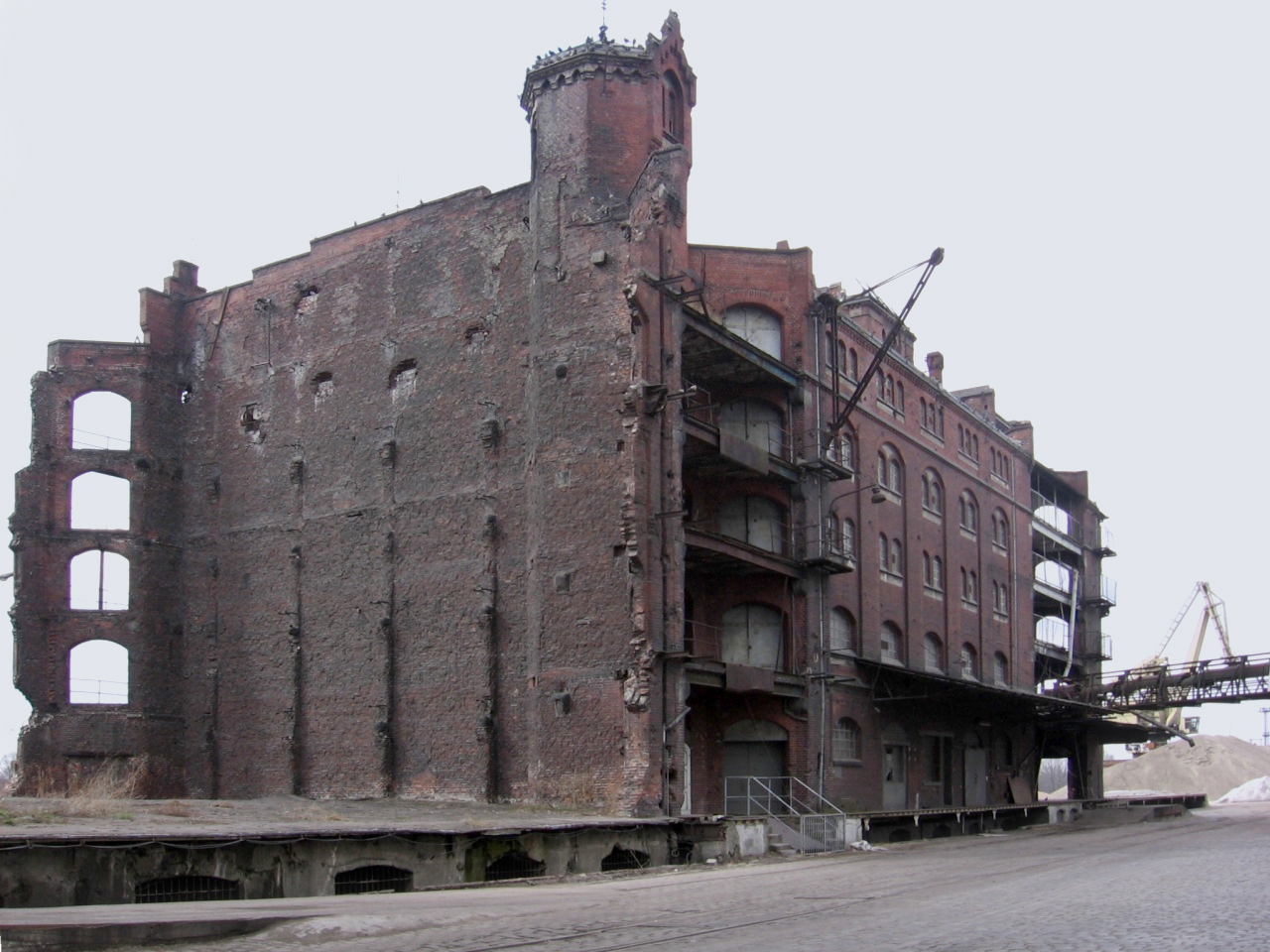
залишки портового складу

6 червня 1888 року було вирішено повністю зарегулювати Одер від Козанова вгору, тому проект Вроцлавського каналу також отримав кошти. Оригінальний проект передбачав канал великого розміру, який починався на висоті Страхоціна, а потім проходив через долину Чарна Вода і на північному боці річки Старий Одер до Кожанова. Нарешті, в 1895 році було вирішено побудувати більш скромний варіант водного шляху, використовуючи верхню частину Старого Одеру, а потім канал на його лівому березі. Відкритий у 1901 році водний шлях має два шлюзи – верхній на вул. Узбережжя Виспянського, нижнє в Клечково та шлюзи на Бурзовому мосту. Його можуть використовувати кораблі водотоннажністю до 400 тонн. У зв’язку з його будівництвом було замінено три мости – Звежинецький, Щитницький та Особовицький, останній перенесено на 700 м вище за течією. Необхідно було збудувати міський порт, розташований на захід від Клечкова, відкритий одночасно з міським каналом.
Новий порт був створений згідно з угодами між містом і урядом (від 1896/1897) та містом і залізницею (1899). Будівництво почалося 29 листопада 1897 року. Портові споруди включали: один просторий портовий басейн (з можливістю добудови ще двох), склади з клінкерної цегли для добрив, цукру та зерна ( зерносховище ) та зал верфі, по якому могли пересуватися напівпортальні крани . Між портовим басейном і берегом Одера встановлено вугільний кран, в порту працювали портальний і поворотний крани . Крім того, побудовано будинок управління та локомотивне депо для двох маневрових локомотивів . Будинки спроектовані за будівельні радники Ріхард Плюддеманн, Карл Клімм і радник з водного будівництва Л. Гюнтер (чиїм іменем пізніше були названі сучасні мости Хробрі). Доступ до порту забезпечувала відбудована для цього вулиця Поморська-Реймонта, доступ до порту здійснювався під’їздами від залізничної станції Надодже та вузькоколійкою від залізниці Вроцлав-Тшебніца. Порт розташований в середньому на висоті 113,5 метрів над рівнем моря.
Уже в меморіалі, виданому з нагоди відкриття порту, висловлювався жаль, що у зв’язку з будівництвом водного шляху не було остаточно вирішено проблему ризику повеней і використання землі між річками Одер і Олава. . Через два роки, у липні 1903 року, сталася велика повінь, в результаті якої були затоплені значні частини центру міста Вроцлав. Як повідомляється, на площі перед Головним вокзалом у цей час плавали катери. Повінь прискорила рішення побудувати новий Паводковий канал, який починався на висоті Страхоціна від Бартошовіце через Свойчице, що впадає в річку Одер над Варшавським мостом . Водночас було розпочато будівництво нового водного шляху ще більшої пропускної здатності, який веде через навігаційний канал паралельно до Паводкового каналу, ділянки річки Стара Одра та каналу Ружанка зі шлюзом на Поланці . Канали були побудовані в 1912–1917 роках, збудовано три нові мости (сьогодні вони називаються Бартошовицьким, Хробрего та Ягеллонським ), а ще два (Варшавський і Тшебніцький ) замінено новими спорудами. На правому березі нового Судноплавного каналу в 1920-х роках було побудовано кілька великих промислових заводів, а також ще одну верф.
У центрі міста також відбулися зміни. Поступово більшість старих млинів було ліквідовано, частину з них замінили двома гідроелектростанціями за проектом Макса Берга . Перший, південний ( Elektrownia Wodna Wrocław I ), був побудований у співпраці з Людвігом Мошамером і відкритий 2 травня 1924 р., під час проектування другого ( Elektrownia Wodna Wrocław II ), відкритий 19 листопада 1925 р. і розташований на вул. на Північному Одері Пауль Шрайбер і Вільгельм Андерс. Останні млинові колеса у Вроцлаві (в Млин Марія) були ліквідовані в 1950-х роках і замінені на електричний привід.
Після Другої світової війни частково зруйновані пристрої не були повністю відновлені, напр. до кінця 20 століття судноплавний шлях через центр міста залишався перекритим. У 1997 році, під час повені тисячоліття, погано підтримувана система боротьби з повенями вийшла з ладу, річка Одра вилилася з Вроцлава в Олаву та затопила Передмістя Олавське та Свідницьке, а набережні Поводневого каналу та річки Старий Одер вийшли з ладу, затопивши частину Великий Острів . Як і менш як сто років тому, на кілька днів перед Головним залізничним вокзалом з'явилися човни та понтони. Яз Щитники був майже повністю зруйнований. Реконструкція водних об'єктів триває і по теперішній час (2006 р.).

## Сьогодення

### Водний вузол Вроцлава
Він простягається від км 243,5, тобто відгалуження каналу до шлюзу Опатовіце, до шлюзу Рендзін, тобто км 260,1. У Вроцлаві ми виділяємо такі секції:
- Верхня Одра Вроцлавська від км 243,5 до км 251,7. Опатовицький канал , довжина приблизно 2 км на Опатовіцькому шлюзовому каналі (72 × 9,60 м), секторна греба Опатовиць.
- Північна та Південна Одра Вроцлавська км 251–254. З 29 квітня 2010 року відкрито для доставки [1] . Два замки: Бюргерський та Пяскова.
- На 249,6 км Верхньої Одри Вроцлавської відгалужується Стара Одра Вроцлавська; її відокремлює Щитницька гребля; тече до км 255,8, тобто сполучення з Нижньою Одрою Вроцлавською.
- Нижня Одра Вроцлавська від км 254, тобто від сполучення Пн Південь Одра Вроцлавська до км 255,8, тобто до сполучення з навігаційним каналом (Стара Одра). До цієї ділянки входять: Міський порт (км 250) та судноремонтний завод по вул. Довго. Далі, на км 255,8 до км 261, на цій ділянці знаходяться порт Поповіце та зимові табори : Особовіце I і II. На 250,1 км Верхньої Вроцлавської Одри відгалужується Міський канал, який проходить через шлюзовий канал Щитніки, далі вздовж русла річки Стара Одра та над гребою Псіє Поле через Міський канал ; довжина каналу 7,1 км, два шлюзи: Щитницький і Мійський, 55×9,60 м. За Міським шлюзом знаходиться Przeładownia Elektrociepłowni Wrocław.
- На км 244,5 відгалужується Заплавний канал, який нижче греби Псіє Поле з’єднується зі Старим Одером, на руслі греби Бартошовіце.
- На км 244,2 відгалужується навігаційний канал, який проходить до км 255,8 частково вздовж русла річки Стара Одра. Довжина каналу 10,7 км, окремо кілометрується, на шлюзовому каналі: Бартошовіце, Заціше та Ружанка.

### Водний транспорт на Одері

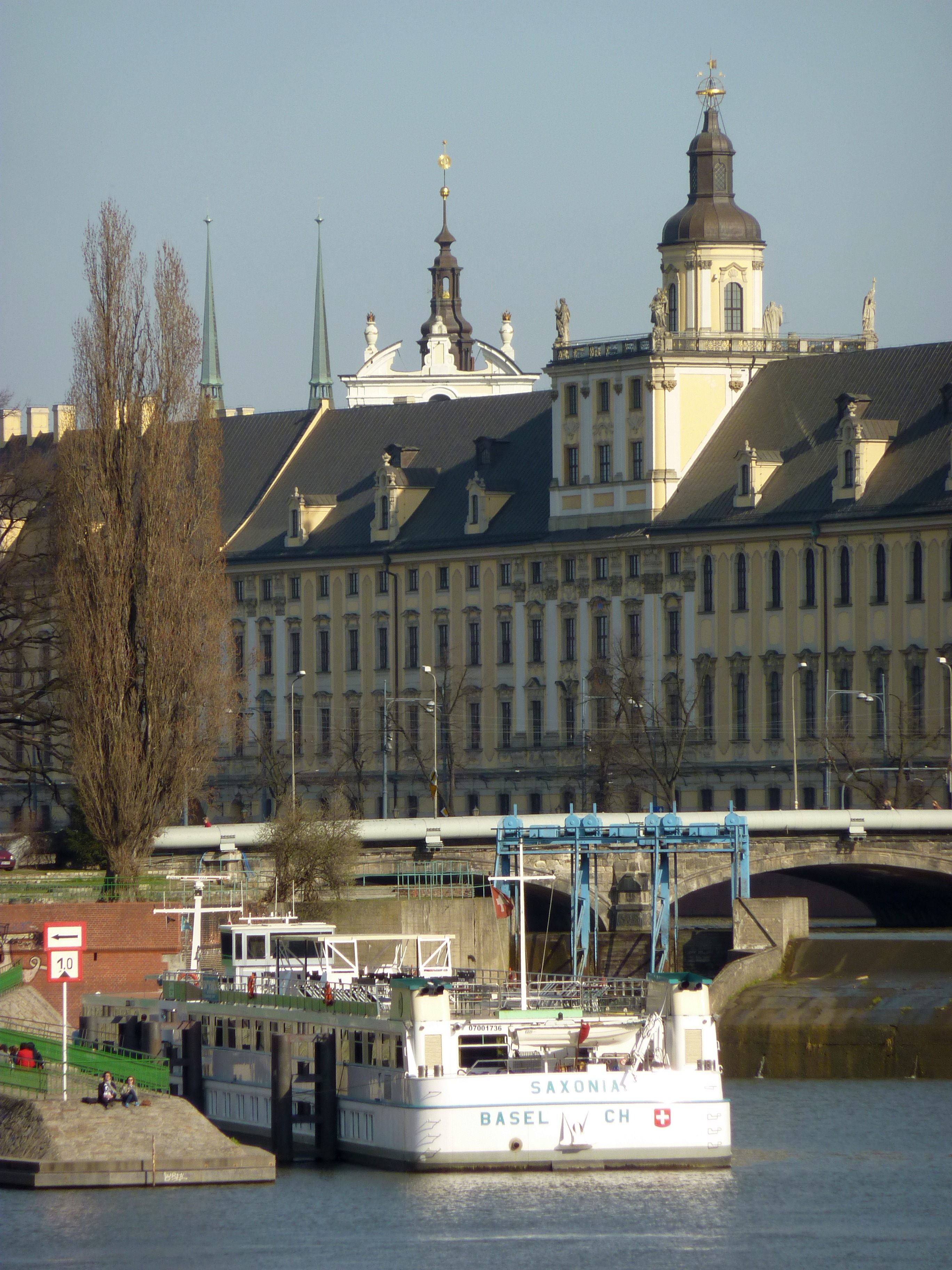
Швейцарський круїзний лайнер біля Вроцлавського університету

Зараз міський порт і порт Popowice належать Odratrans-Porty Sp. z o. o Водний транспорт сильно скоротився через обмеження видобутку верхньосілезького вугілля . Проте ще охоче везуть річкою щебінь та пісок.

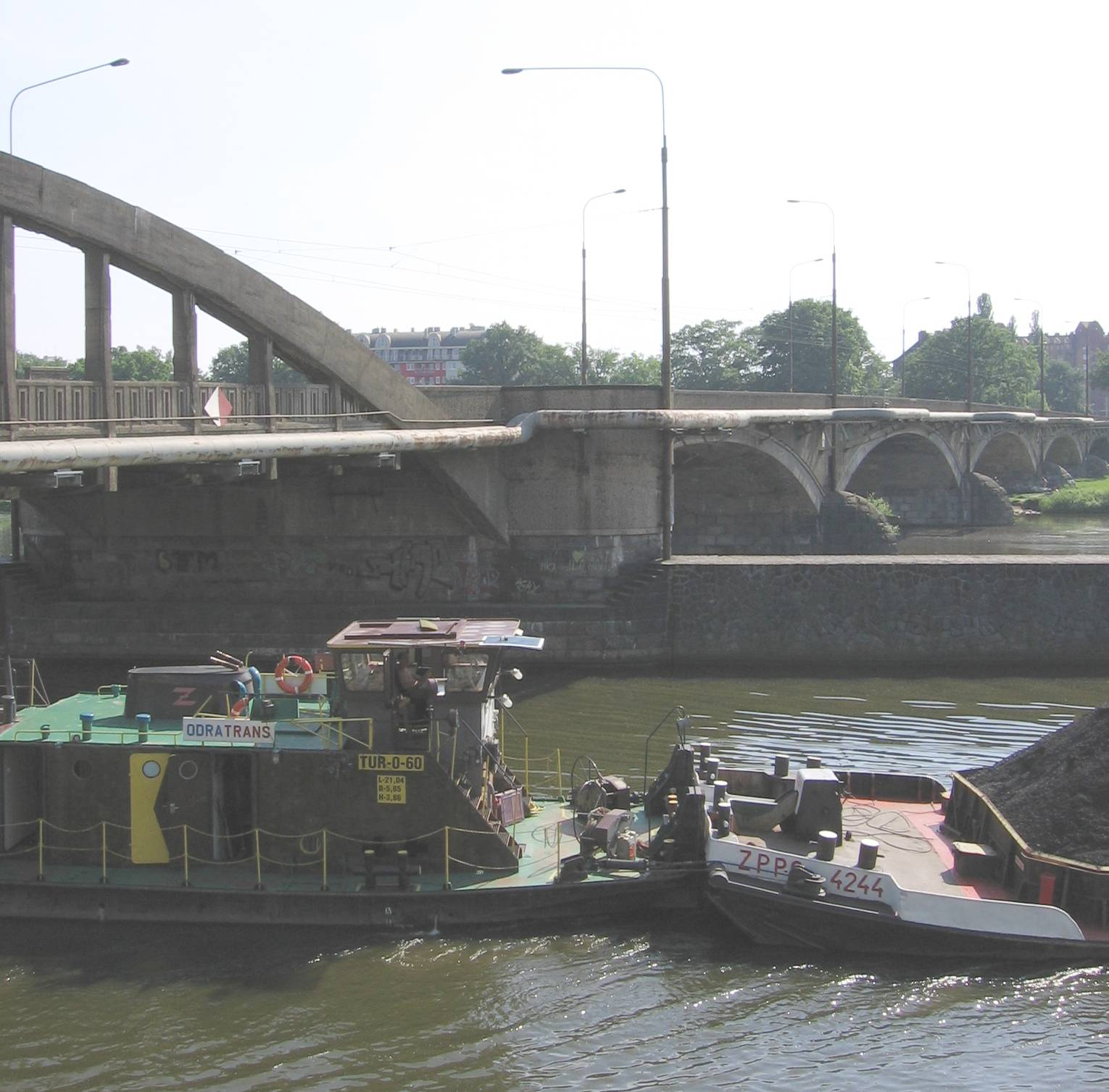
Мости Варшавські – перевезення вугілля
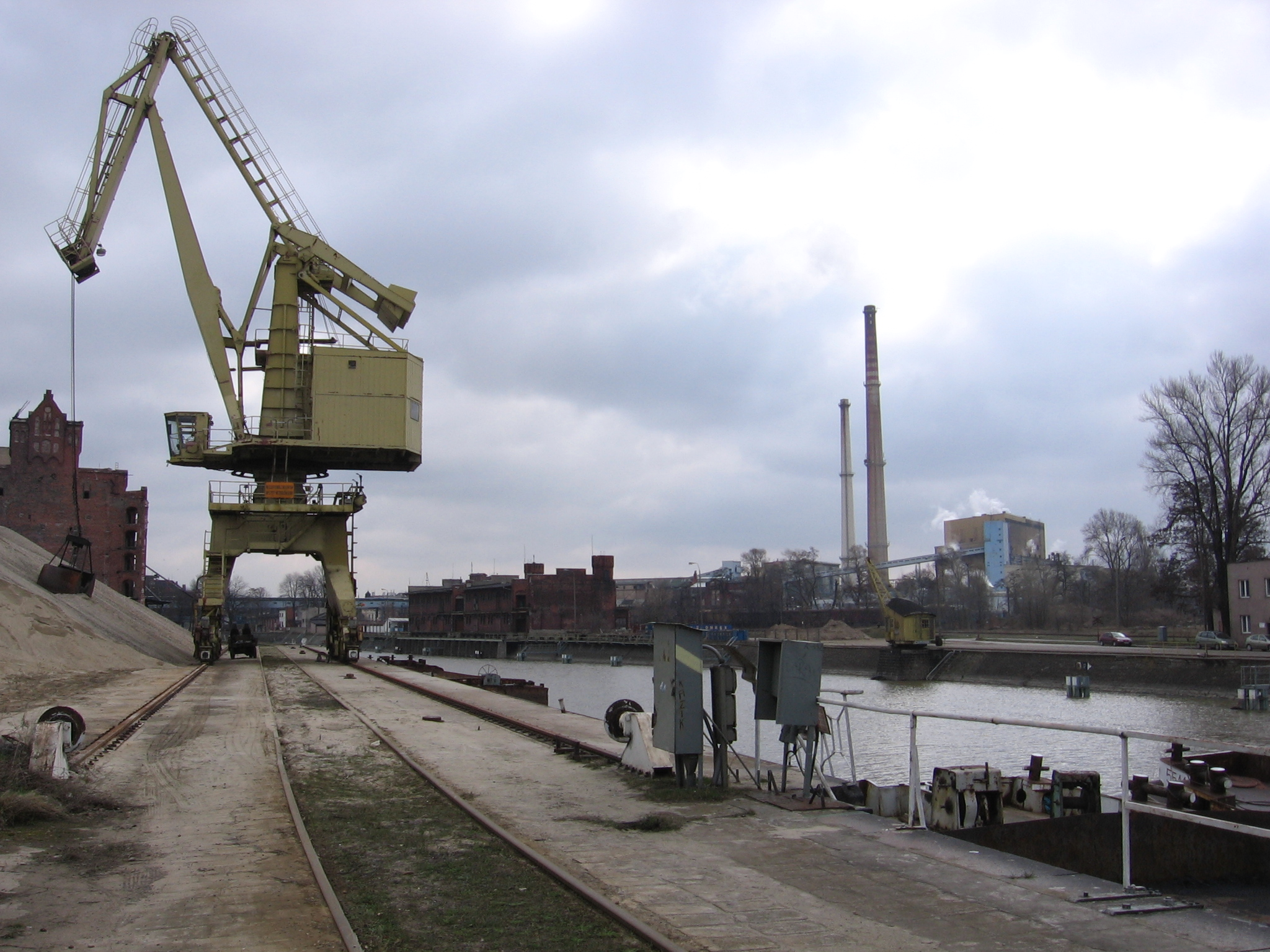
Сіті Порт - навантажувач агрегатів
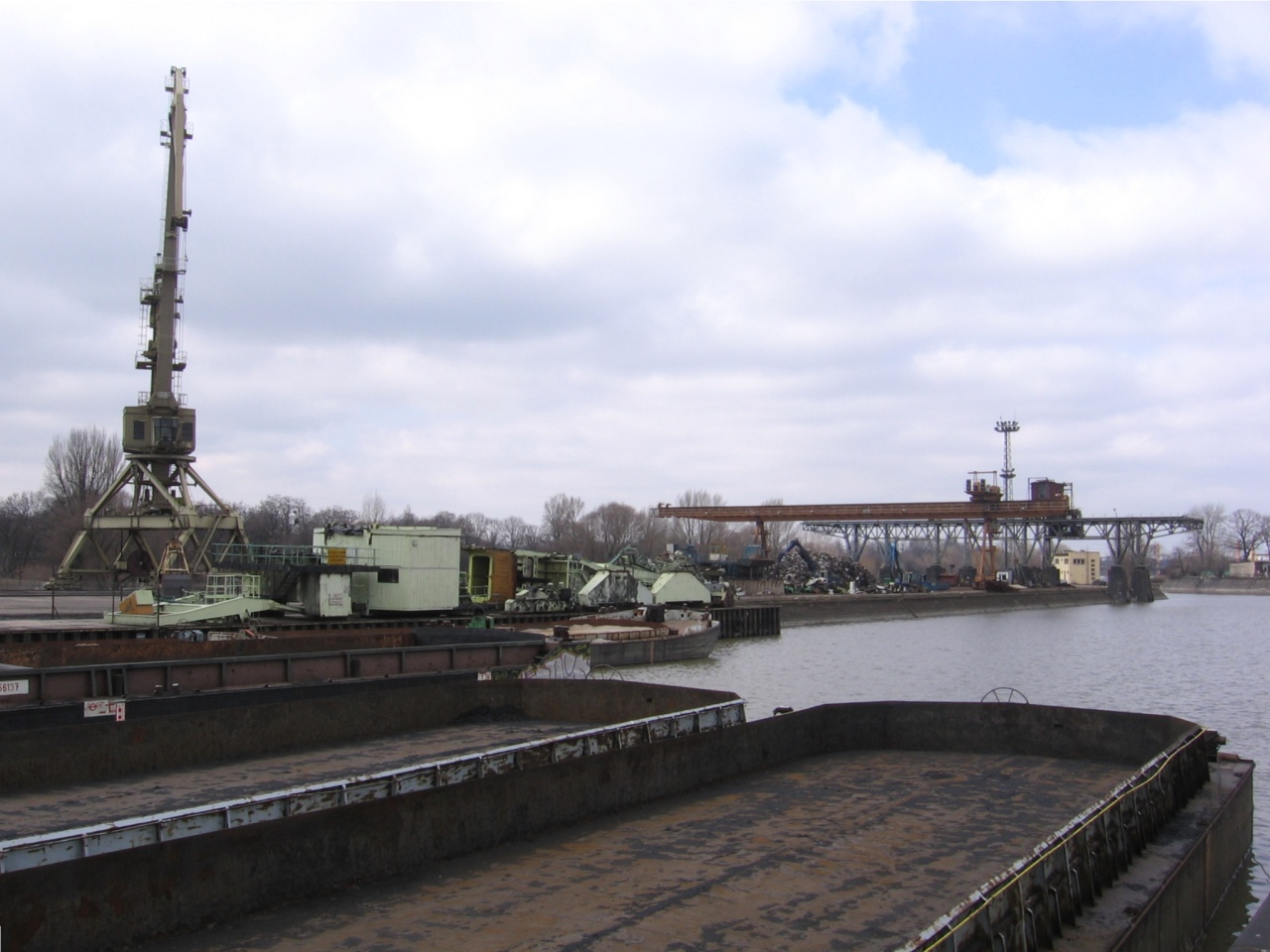
баржі в міському порту
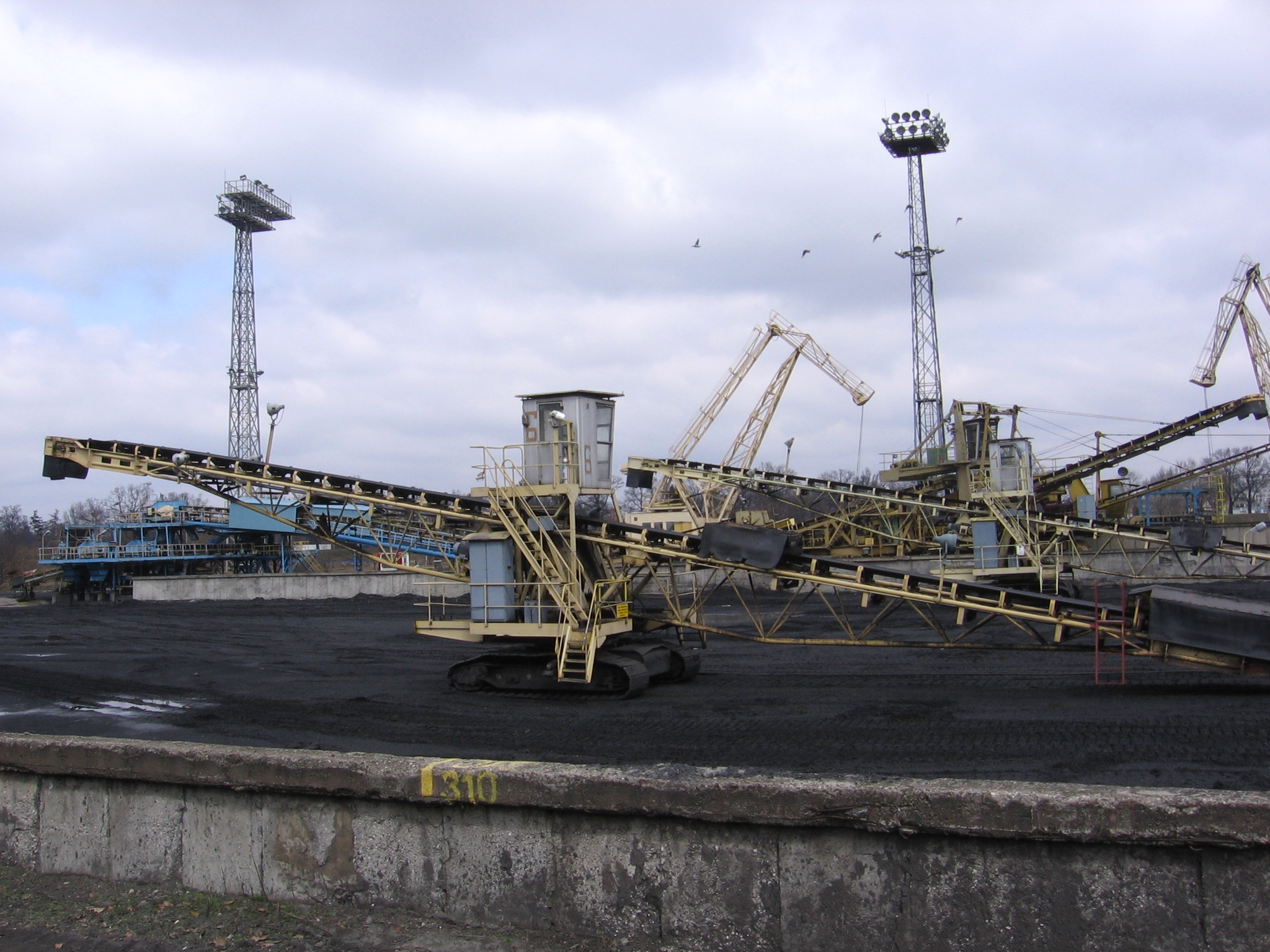
вугільна база в Міському порту

Завдяки європейській судноплавній мережі, яка включає річку Одер і канали, що з’єднують її з Шпрее, Ельбою, Рейном і Роною, малі річкові судна можуть ходити з Вроцлава до Німеччини і навіть до Франції, Італії та Швейцарії, і хоча рідко, вони бачать, що у Вроцлаві є екзотичні з місцевої точки зору кораблі, наприклад, судна під швейцарським прапором, що пливуть із Базеля.

### Рекреаційне використання річки
Кораблі Білого флоту курсують по Одеру у Вроцлаві, швартуючись у кількох гаванях. Регулярні пасажирські рекреаційні перевезення здійснюються декількома суднами, що належать приватним компаніям, і відбуваються на коротких ділянках з використанням Звежинецької гавані біля зоопарку та Звежинецького мосту та пристані на Wyspa Piasek і Hala Targowa, а також на більш довгому маршруті від пристань у Заціше на ul. Кохановського до Рендзіна і назад. Крім того, сьогодні Одером користуються кілька яхт- клубів. Набережні вздовж Одеру, зазвичай вкриті двома рядами дерев (часто дубів ), є привабливими пішохідними та велосипедними маршрутами для мешканців навколишніх житлових масивів.

### Система захисту від повеней
Через розташування більшості районів міста в зоні старих русел Одри та рівнинного рельєфу Вроцлав регулярно піддається ризику затоплення під час весняних відлиг та під час літніх опадів. Система захисту від повеней, остаточно сформована на початку 20 століття, передбачає дренаж паводкових вод Одеру через північні райони Вроцлава. Одер розділений загородженнями - водосборами, у разі нормальної кількості води, що переносяться річкою, регулюють її рівень, а також служать захистом від повеней. Протоку Одри та Паводковий канал розділяють дві греби, Опатовицька та Бартошовицька відповідно. Закриття водосховища Опатовицького спрямовує воду через заплавний канал і річку Стара Одра, де рівень води регулюється за допомогою додаткових водосливів. Крім того, можливе перекачування частини паводкових вод до долини Відава через вихідний канал у Страхоціні. У разі переповнення бар’єру Опатовицького водосховища та надлишку води в канаві Одри, він може перелитися через водосховище Щитніків у Старий Одер, але Старе місто не захищене наступним бар’єром. Нижче центру Вроцлава рівень води регулюється водосховищем у Рендзіні.
У 2012 році почалася капітальна реконструкція всієї розв'язки .

## Дивись також
Центральний водний вузол у Вроцлаві

## Виноски
1. ↑  Otwarcie dla żeglugi szlaków wodnych Śródmiejskiego Węzła Wodnego.
2. ↑  , Jan Prociak, "Miasto będzie gotowe na powódź za cztery lata"

## Зовнішні посилання
- Одра у Вроцлаві на Google Local
- Фотогалерея Вроцлавського водопровідного вузла